# Wilhelm Ter Brüggen

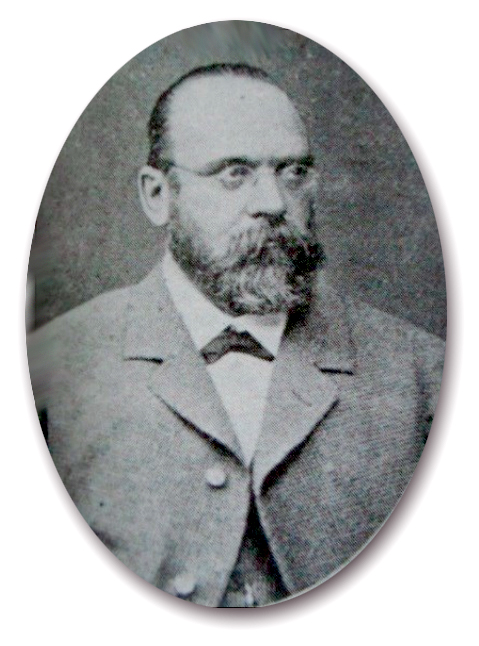
Wilhelm ter Brüggen.

Wilhelm ter Brüggen (Minden, ? — Porto Alegre, 4 de março de 1904), também conhecido como Guilherme ter Brüggen, foi um militar, empresário, diplomata e político teuto-brasileiro.
Filho de Francisco ter Brüggen e Catarina Laehr, foi tecelão em sua terra antes de emigrar em 1851 para o Brasil como mercenário brummer, para lutar na Guerra contra Rosas. Segundo Carlos Piassini, foi "um dos brummer de maior destaque". Como cônsul da Prússia, cargo que exerceu por vinte anos (1862–1882), sua atuação "englobou diversos assuntos relacionados ao cotidiano dos imigrantes estabelecidos nas colônias do Rio Grande do Sul, e ele fez a mediação entre as soluções e as reivindicações. Era uma autoridade de grande respeito e a ele muitos recorreram cientes de sua força política. Compromissado com suas tarefas, enfrentou pelo menos dois presidentes provinciais que não cooperavam com suas solicitações e obteve êxito em um dos casos, demonstrando habilidade nas estratégias para enfrentar autoridades acima da dele. Foi um imigrante que deu voz a vários outros imigrantes perante o poder público".
Em Porto Alegre fundou a Casa de Editores Ter Bruggen, depois Livraria Teuto Brasileira, oferecendo estoque de livros e de edições próprias, como o ensaio A Philosophia no Brasil, de Sílvio Romero.
Em agosto de 1861 ajudou a fundar o jornal Deutsche Zeitung, junto com outros comerciantes germânicos estabelecidos em Porto Alegre: Franz Lothar de la Rue Friedrich Hänsel, Julius Wollmann, Richard Huch, Jakob Rech e Emil Wiedemann. Ter Brüggen foi o primeiro redator-chefe até que em fevereiro de 1862 chegou da Alemanha o redator profissional Theodor Oelckers, que porém demitiu-se depois de cinco meses. Em 1863 o jornal se envolveu em forte polêmica, quando Theodor von Varnbühler publicou um texto dando razão à Inglaterra na Questão Christie, em detrimento do Brasil. Os diretores do jornal, Wilhelm ter Brüggen e Friedrich Hansel, foram então chamados a depor. Em 1881, Ter Brüggen se opôs ao redator-chefe Carlos von Koseritz, publicando no jornal um texto contra a Exposição Brasileira-Allemã, que Koseritz estava organizando, fato que fez Koseritz pedir demissão e fundar seu próprio jornal. Com a saída de Koseritz, o jornal entrou em crise. Neste período, Ter Brüggen, que era o principal quotista do jornal, e os outros proprietários começaram a se desfazer de suas quotas.
Foi o primeiro presidente da SOGIPA, fundada em 6 de novembro de 1867, por sua iniciativa e de Alfred Schütt, com o nome de Deutscher Turnverein. Foi Wilhelm ter Brüggen quem propôs, em 1876, a criação da escola que viria a se tornar o atual Colégio Farroupilha.  Ela deveria receber crianças de seis anos e prepará-las para, aos 14 anos, terem fluência na língua alemã além da língua portuguesa, e adquirirem condições para estabelecer seus próprios negócios. A ideia levou dez anos para ser implantada.
Membro do Partido Conservador, com a promulgação da Lei Saraiva, que estendeu a elegibilidade aos católicos e estrangeiros naturalizados com seis anos de permanência no país, foi eleito deputado provincial, na década de 1880. Em 1889 vendeu seus bens em Porto Alegre e retornou para a Europa com a família. Nesta data tinha o título de comendador. Voltaram a Porto Alegre antes de 1900, quando faleceu sua esposa. Ele a seguiu em 4 de março de 1904. Em seu testamento declarou-se brasileiro naturalizado.
Foi casado com Ernestine Wilhelmine Hedwig Klingelhoeffer, filha de Luise Stapp e Friedrich Christian Klinglhoeffer, com quem teve os filhos Clara ter Brüggen, casada com Alfredo Ferdinand Schmitt, comerciante de Porto Alegre, Edgard ter Brüggen, casado e residente no Rio de Janeiro, e Francisco Klingelhoeffer ter Brüggen.